# Petresfalva
Petresfalva románul: Petroșnița, falu Romániában, a Bánságban, Krassó-Szörény megyében.

## Fekvése
Karánsebestől délre, a Temes bal partján fekvő település.

## Története
Petresfalva nevét 1468-ban említette először oklevél Petrosnicza néven ( Pethrosnicza in districtu Karansebes).
1525-ben Pyetrosnyicza, 1808-ban Petrosnicza, 1913-ban Petresfalva  formában írták.
A trianoni békeszerződés előtt Krassó-Szörény vármegye Karánsebesi járásához tartozott.
1910-ben 1237 lakosából 1019 román, 206 cigány volt. Ebből 1225 görög keleti ortodox volt.

## Források

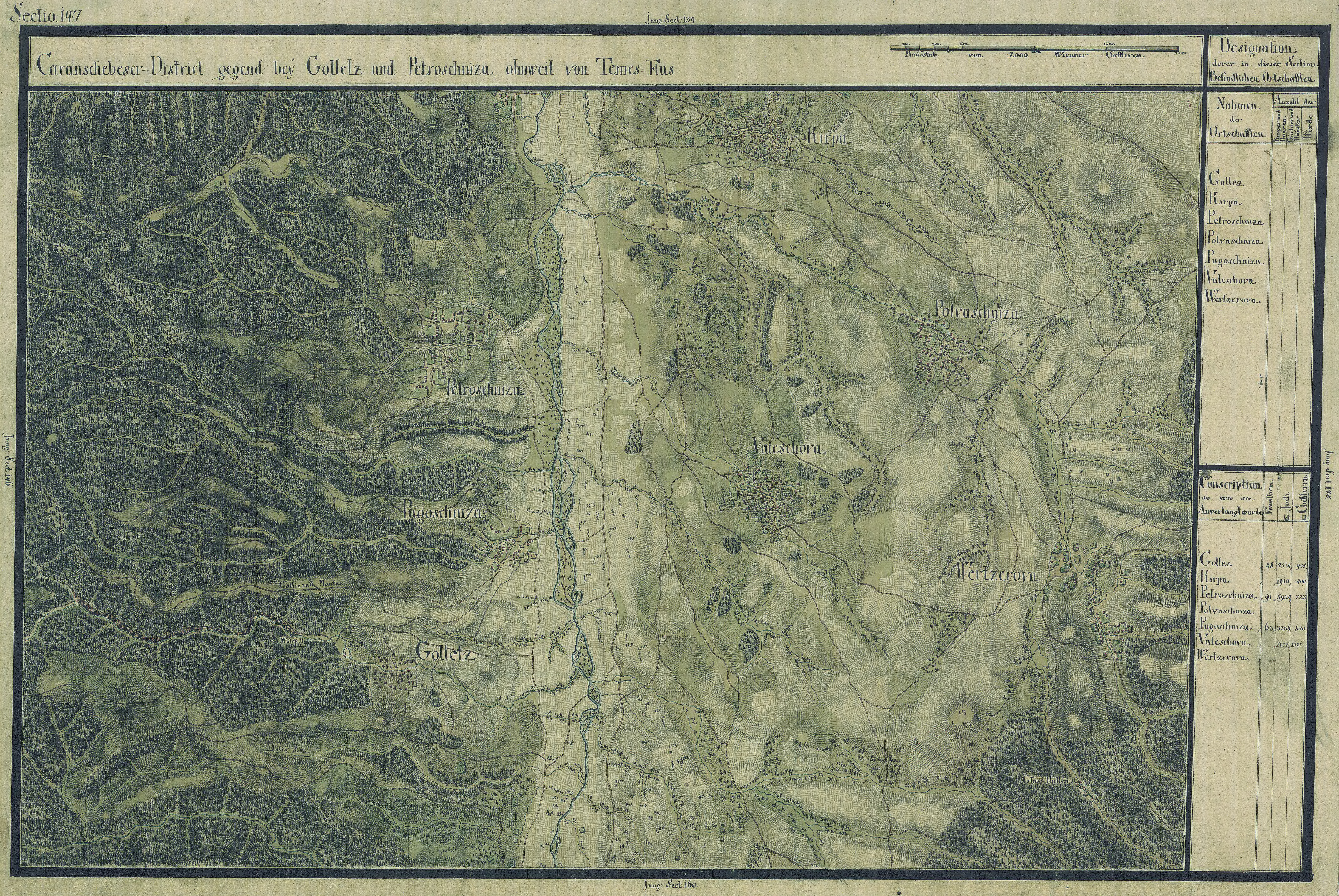
Petresfalva egy régi térképen